# Zabareanî (Naderjînșciîna), Poltava
Zabareanî (în ucraineană Забаряни) este un sat în comuna Naderjînșciîna din raionul Poltava, regiunea Poltava, Ucraina.

## Demografie
Componența lingvistică a localității Zabareanî
     Ucraineană (92,31%)
     Rusă (7,69%)
Conform recensământului din 2001, majoritatea populației localității Zabareanî era vorbitoare de ucraineană (92,31%), existând în minoritate și vorbitori de rusă (7,69%).